# Ligue B de la Ligue des nations féminine de l'UEFA 2023-2024
 (novembre 2023).
Navigation
Ligue B 2025
La Ligue B de la Ligue des nations féminine 2023-2024 est la deuxième division de la Ligue des nations 2023-2024, première édition d'une compétition impliquant les équipes nationales féminines des 51 associations membres de l'UEFA.

## Format
La Ligue B se compose des associations classées de la dix-septième à la trente-deuxième place au Coefficient UEFA des nations, et se divise en quatre groupes de quatre équipes.

### Qualifications pour l'Euro 2025
Les équipes classées premières de chaque groupe sont promues en Ligue A, les équipes classées deuxièmes de chaque groupe disputent les barrages de promotion contre les équipes classées troisièmes de chaque groupe de la Ligue A, les trois meilleures équipes classées troisièmes en groupe disputent les barrages de relégation contre les trois meilleures équipes classées deuxièmes en groupe de la Ligue C, tandis que les équipes classées quatrièmes de chaque groupe sont reléguées en Ligue B.

### Tirage au sort
Les équipes sont attribuées à la Ligue B en fonction de leur coefficient UEFA à l'issue de la phase de groupes des Éliminatoires de la Coupe du monde féminine de football 2023 le 7 septembre 2022. Elles sont réparties en quatre chapeaux de quatre équipes, placées selon leur coefficient UEFA.
Le tirage au sort de la phase de ligue a lieu à Nyon, le 2 mai 2023.
Les restrictions appliquées concernant les équipes ne pouvant être tirées au sort dans le même groupe :
- Raisons politiques :
  - Ukraine - Biélorussie

Les équipes sont placées dans les chapeaux servant au tirage en suivant le Coefficient UEFA de septembre 2022.
| Équipe               | Coeff  | Classement |
| -------------------- | ------ | ---------- |
| République d'Irlande | 28.877 | 18         |
| Tchéquie             | 28.458 | 19         |
| Pologne              | 27.508 | 20         |
| Finlande             | 26.757 | 21         |

| Équipe          | Coeff  | Classement |
| --------------- | ------ | ---------- |
| Serbie          | 26.517 | 22         |
| Slovénie        | 26.445 | 23         |
| Irlande du Nord | 25.711 | 24         |
| Roumanie        | 24.877 | 25         |

| Équipe             | Coeff  | Classement |
| ------------------ | ------ | ---------- |
| Ukraine            | 24.359 | 26         |
| Bosnie-Herzégovine | 23.091 | 27         |
| Slovaquie          | 19.213 | 28         |
| Hongrie            | 18.552 | 29         |

| Équipe      | Coeff  | Classement |
| ----------- | ------ | ---------- |
| Grèce       | 17.556 | 30         |
| Croatie     | 17.523 | 31         |
| Biélorussie | 16.890 | 32         |
| Albanie     | 16.826 | 33         |

## Groupes
Légende des classements
- Promu en Ligue A
- Barrages de promotion
- Barrages de relégation
- Relégation en Ligue C

### Groupe 1
| Rang | Équipe               | Pts | J | G | N | P | Bp | Bc | Diff |  | Résultats (▼ dom., ► ext.) |     |     |     |     |
| ---- | -------------------- | --- | - | - | - | - | -- | -- | ---- |  | -------------------------- | --- | --- | --- | --- |
| 1    | République d'Irlande | 18  | 6 | 6 | 0 | 0 | 20 | 2  | +18  |  | République d'Irlande       |     | 1-0 | 3-0 | 5-1 |
| 2    | Hongrie              | 8   | 6 | 2 | 2 | 2 | 11 | 9  | +2   |  | Hongrie                    | 0-4 |     | 3-2 | 6-0 |
| 3    | Irlande du Nord      | 7   | 6 | 2 | 1 | 3 | 9  | 13 | -4   |  | Irlande du Nord            | 1-6 | 1-1 |     | 1-0 |
| 4    | Albanie              | 1   | 6 | 0 | 1 | 5 | 2  | 18 | -16  |  | Albanie                    | 0-1 | 1-1 | 0-4 |     |

| 1re journée             | Albanie      | 1 - 1   | Hongrie                  | Stade Loro-Boriçi, Shkodër                        |                                                   |
| 22 septembre 2023 17h00 | Krasniqi 27e | (1 - 0) | 74e Fenyvesi             | Spectateurs : 1 210 Arbitrage : Veronika Kovarova | Spectateurs : 1 210 Arbitrage : Veronika Kovarova |
| 22 septembre 2023 17h00 |              | Rapport | 25e Papp · 47e D. Németh | Spectateurs : 1 210 Arbitrage : Veronika Kovarova | Spectateurs : 1 210 Arbitrage : Veronika Kovarova |

| 23 septembre 2023 | République d'Irlande                           | 3 - 0   | Irlande du Nord                  | Aviva Stadium, Dublin                              |                                                    |
| 14h00 (13h00)     | Lu. Quinn 31e · Carusa 70e · ( McCabe) Agg 85e | (1 - 0) |                                  | Spectateurs : 35 944 Arbitrage : Hristiyana Guteva | Spectateurs : 35 944 Arbitrage : Hristiyana Guteva |
| 14h00 (13h00)     |                                                | Rapport | 22e Holloway · 90+5e L. Rafferty | Spectateurs : 35 944 Arbitrage : Hristiyana Guteva | Spectateurs : 35 944 Arbitrage : Hristiyana Guteva |

| 2e journée              | Hongrie               | 0 - 4   | République d'Irlande                                                              | Stade Nándor-Hidegkuti, Budapest                 |                                                  |
| 26 septembre 2023 19h30 |                       | (0 - 2) | 18e Hayes (McCabe ) · 42e McCabe · 49e Carusa (Payne ) · 70e O'Sullivan (Carusa ) | Spectateurs : 1 513 Arbitrage : Zuzana Valentová | Spectateurs : 1 513 Arbitrage : Zuzana Valentová |
| 26 septembre 2023 19h30 | Kovács 12e · Papp 83e | Rapport | 76e Hayes · 85e Connolly                                                          | Spectateurs : 1 513 Arbitrage : Zuzana Valentová | Spectateurs : 1 513 Arbitrage : Zuzana Valentová |

| 26 septembre 2023 | Irlande du Nord      | 1 - 0   | Albanie | Seaview, Belfast                                |                                                 |
| 20h00 (19h00)     | ( Caldwell) Wade 57e | (0 - 0) |         | Spectateurs : 1 597 Arbitrage : Zulema González | Spectateurs : 1 597 Arbitrage : Zulema González |
| 20h00 (19h00)     | McFadden 35e         | Rapport |         | Spectateurs : 1 597 Arbitrage : Zulema González | Spectateurs : 1 597 Arbitrage : Zulema González |

| 3e journée            | Hongrie                                                         | 3 - 2   | Irlande du Nord                  | Stade Gyirmóti, Győr                             |                                                  |
| 27 octobre 2023 18h15 | ( Kaján) Szabó 18e · ( Vida) Süle 83e · ( Csiszár) Németh 90+4e | (1 - 0) | 81e Hamilton · 89e (pen.) Magill | Spectateurs : 332 Arbitrage : Jurgita Mačikunytė | Spectateurs : 332 Arbitrage : Jurgita Mačikunytė |
| 27 octobre 2023 18h15 | Kaján 52e · Szőcs 90e                                           | Rapport | 37e Holloway                     | Spectateurs : 332 Arbitrage : Jurgita Mačikunytė | Spectateurs : 332 Arbitrage : Jurgita Mačikunytė |

| 27 octobre 2023 | République d'Irlande                                                                                    | 5 - 1   | Albanie                                               | Tallaght Stadium, Dublin                       |                                                |
| 18h45 (17h45)   | ( Larkin) McCabe 4e · McCabe 26e · ( McCabe) Carusa 56e · ( McCabe) Carusa 59e · ( Farrelly) McCabe 81e | (2 - 1) | 7e Doci (Curraj )                                     | Spectateurs : - Arbitrage : Lizzy Van Der Helm | Spectateurs : - Arbitrage : Lizzy Van Der Helm |
| 18h45 (17h45)   | Farrelly 65e                                                                                            | Rapport | 80e Franja · 80e Curraj · 81e Doci · 90+5e G. Berisha | Spectateurs : - Arbitrage : Lizzy Van Der Helm | Spectateurs : - Arbitrage : Lizzy Van Der Helm |

| 4e journée            | Albanie     | 0 - 1   | République d'Irlande     | Stade Loro-Boriçi, Shkodër                       |                                                  |
| 31 octobre 2023 18h00 |             | (0 - 0) | 88e O'Sullivan (Carusa ) | Spectateurs : 120 Arbitrage : Araksya Saribekyan | Spectateurs : 120 Arbitrage : Araksya Saribekyan |
| 31 octobre 2023 18h00 | Gjergji 70e | Rapport | 90e Payne                | Spectateurs : 120 Arbitrage : Araksya Saribekyan | Spectateurs : 120 Arbitrage : Araksya Saribekyan |

| 31 octobre 2023 | Irlande du Nord       | 1 - 1   | Hongrie    | Seaview, Belfast                              |                                               |
| 20h00 (19h00)   | ( Magill) Maxwell 80e | (0 - 0) | 56e Zeller | Spectateurs : 948 Arbitrage : Jelena Pejković | Spectateurs : 948 Arbitrage : Jelena Pejković |
| 20h00 (19h00)   |                       | Rapport | 42e Németh | Spectateurs : 948 Arbitrage : Jelena Pejković | Spectateurs : 948 Arbitrage : Jelena Pejković |

| 5e journée              | Albanie | 0 - 4   | Irlande du Nord                                                              | Arena Kombëtare, Tirana                     |                                             |
| 1er décembre 2023 17h00 |         | (0 - 1) | 43e Magill · 47e Magill (Maxwell ) · 58e Maxwell (Wade ) · 85e Bell (Vance ) | Spectateurs : 600 Arbitrage : Minka Vekkeli | Spectateurs : 600 Arbitrage : Minka Vekkeli |
| 1er décembre 2023 17h00 | Rapport |         |                                                                              | Spectateurs : 600 Arbitrage : Minka Vekkeli | Spectateurs : 600 Arbitrage : Minka Vekkeli |

| 1er décembre 2023 | République d'Irlande       | 1 - 0   | Hongrie  | Tallaght Stadium, Dublin                       |                                                |
| 20h30 (19h30)     | ( Payne) Csiszár 66e (csc) | (0 - 0) |          | Spectateurs : 6 752 Arbitrage : Shona Shukrula | Spectateurs : 6 752 Arbitrage : Shona Shukrula |
| 20h30 (19h30)     |                            | Rapport | 56e Papp | Spectateurs : 6 752 Arbitrage : Shona Shukrula | Spectateurs : 6 752 Arbitrage : Shona Shukrula |

| 6e journée                    | Irlande du Nord         | 1 - 6   | République d'Irlande | Windsor Park, Belfast                             |                                                   |
| 5 décembre 2023 19h00 (18h00) | ( Holloway) Beattie 74e | (0 - 2) | 37e Lu. Quinn (McCabe ) · 39e Payne (Lu. Quinn ) · 47e Carusa (McCabe ) · 50e McCabe (O'Sullivan ) · 61e Lo. Quinn (Connolly ) · 86e Hayes | Spectateurs : 9 038 Arbitrage : Veronika Kovarova | Spectateurs : 9 038 Arbitrage : Veronika Kovarova |
| 5 décembre 2023 19h00 (18h00) | Holloway 65e            | Rapport | | Spectateurs : 9 038 Arbitrage : Veronika Kovarova | Spectateurs : 9 038 Arbitrage : Veronika Kovarova |

| 5 décembre 2023 | Hongrie | 6 - 0   | Albanie                                                               | Stade Nándor-Hidegkuti, Budapest              |                                               |
| 19h00           | Csiszár 10e · ( Szabó) Kaján 11e · ( Zeller) Turányi 18e · ( Kaján) Csiszár 43e · ( D. Németh) Csiszár 81e · ( Pápai) Zeller 88e | (4 - 0) |                                                                       | Spectateurs : 613 Arbitrage : Karoline Wacker | Spectateurs : 613 Arbitrage : Karoline Wacker |
| 19h00           | Papp 34e | Rapport | 37e F. Berisha · 73e Gjergji · 79e Maliqi · 90+3e Hila · 90+4e Franja | Spectateurs : 613 Arbitrage : Karoline Wacker | Spectateurs : 613 Arbitrage : Karoline Wacker |

### Groupe 2
| Rang | Équipe    | Pts | J | G | N | P | Bp | Bc | Diff |  | Résultats (▼ dom., ► ext.) |     |     |     |     |
| ---- | --------- | --- | - | - | - | - | -- | -- | ---- |  | -------------------------- | --- | --- | --- | --- |
| 1    | Finlande  | 16  | 6 | 5 | 1 | 0 | 18 | 1  | +17  |  | Finlande                   |     | 3-0 | 4-0 | 6-0 |
| 2    | Croatie   | 9   | 6 | 3 | 0 | 3 | 5  | 10 | -5   |  | Croatie                    | 0-2 |     | 2-0 | 2-1 |
| 3    | Slovaquie | 8   | 6 | 2 | 2 | 2 | 7  | 8  | -1   |  | Slovaquie                  | 2-2 | 4-0 |     | 1-0 |
| 4    | Roumanie  | 1   | 6 | 0 | 1 | 5 | 1  | 11 | -10  |  | Roumanie                   | 0-1 | 0-1 | 0-0 |     |

| 1re journée                     | Finlande                                                                     | 4 - 0   | Slovaquie                    | Veritas Stadion, Turku                            |                                                   |
| 22 septembre 2023 17h30 (18h30) | ( Rantala) Sällström 5e · ( Sällström) Rantala 25e · Kosola 45e · Kosola 75e | (3 - 0) |                              | Spectateurs : 5 062 Arbitrage : Michèle Schmölzer | Spectateurs : 5 062 Arbitrage : Michèle Schmölzer |
| 22 septembre 2023 17h30 (18h30) | Öling 73e                                                                    | Rapport | 57e Semanová · 75e Šurnovská | Spectateurs : 5 062 Arbitrage : Michèle Schmölzer | Spectateurs : 5 062 Arbitrage : Michèle Schmölzer |

| 22 septembre 2023 | Croatie                                | 2 - 1   | Roumanie               | Stade Varteks, Varaždin                        |                                                |
| 20h15             | Rudelić 45+1e · ( Jelenčić) Pezelj 54e | (1 - 1) | 31e Carp (Vlădulescu ) | Spectateurs : 536 Arbitrage : Alexandra Collin | Spectateurs : 536 Arbitrage : Alexandra Collin |
| 20h15             | Domazet 16e                            | Rapport | 36e Vătafu             | Spectateurs : 536 Arbitrage : Alexandra Collin | Spectateurs : 536 Arbitrage : Alexandra Collin |

| 2e journée              | Roumanie                                | 0 - 1   | Finlande            | Stade Arcul de Triumf, Bucarest                 |                                                 |
| 26 septembre 2023 19h30 |                                         | (0 - 1) | 17e (pen.) Summanen | Spectateurs : 3 176 Arbitrage : Angelika Soeder | Spectateurs : 3 176 Arbitrage : Angelika Soeder |
| 26 septembre 2023 19h30 | Roșie 16e · Iordachiusi 52e · Goder 63e | Rapport | 90+3e Kollanen      | Spectateurs : 3 176 Arbitrage : Angelika Soeder | Spectateurs : 3 176 Arbitrage : Angelika Soeder |

| 26 septembre 2023 | Slovaquie                                                            | 4 - 0   | Croatie                        | NTC Senec, Senec                               |                                                |
| 18h00             | Hmírová 24e · Morávková 34e · ( Šurnovská) Hmírová 60e · Hmírová 73e | (2 - 0) |                                | Spectateurs : 536 Arbitrage : Alexandra Collin | Spectateurs : 536 Arbitrage : Alexandra Collin |
| 18h00             | Lemešová 30e, 45+1e · Žemberyová 90+1e                               | Rapport | 78e Krajinović · 90+1e Nevrkla | Spectateurs : 536 Arbitrage : Alexandra Collin | Spectateurs : 536 Arbitrage : Alexandra Collin |

| 3e journée                    | Finlande                                                                           | 3 - 0   | Croatie                  | Bolt Arena, Helsinki                                |                                                     |
| 27 octobre 2023 17h45 (18h45) | ( Kuikka) Sällström 6e · ( Kollanen) Kunštek 65e (csc) · ( Sevenius) Franssi 90+3e | (1 - 0) |                          | Spectateurs : 7 052 Arbitrage : Désirée Grundbacher | Spectateurs : 7 052 Arbitrage : Désirée Grundbacher |
| 27 octobre 2023 17h45 (18h45) | Öling 48e                                                                          | Rapport | 54e Jelenčić · 89e Glibo | Spectateurs : 7 052 Arbitrage : Désirée Grundbacher | Spectateurs : 7 052 Arbitrage : Désirée Grundbacher |

| 27 octobre 2023 | Roumanie     | 0 - 0   | Slovaquie    | Stade Arcul de Triumf, Bucarest              |                                              |
| 18h00 (19h00)   |              |         |              | Spectateurs : 2 347 Arbitrage : Eszter Urban | Spectateurs : 2 347 Arbitrage : Eszter Urban |
| 18h00 (19h00)   | Bistrian 44e | Rapport | 74e Semanová | Spectateurs : 2 347 Arbitrage : Eszter Urban | Spectateurs : 2 347 Arbitrage : Eszter Urban |

| 4e journée            | Slovaquie      | 1 - 0   | Roumanie                | NTC Senec, Senec                               |                                                |
| 31 octobre 2023 15h30 | Mikolajová 64e | (0 - 0) |                         | Spectateurs : 419 Arbitrage : Simona Ghisletta | Spectateurs : 419 Arbitrage : Simona Ghisletta |
| 31 octobre 2023 15h30 | Bayerová 85e   | Rapport | 44e Marcu · 55e Stanciu | Spectateurs : 419 Arbitrage : Simona Ghisletta | Spectateurs : 419 Arbitrage : Simona Ghisletta |

| 31 octobre 2023 | Croatie | 0 - 2   | Finlande                              | Stade Šubićevac, Šibenik                      |                                               |
| 17h00           |         | (0 - 2) | 5e Summanen · 12e Summanen (Ahtinen ) | Spectateurs : 235 Arbitrage : Teresa Oliveira | Spectateurs : 235 Arbitrage : Teresa Oliveira |
| 17h00           | Rapport |         |                                       | Spectateurs : 235 Arbitrage : Teresa Oliveira | Spectateurs : 235 Arbitrage : Teresa Oliveira |

| 5e journée                     | Finlande | 6 - 0   | Roumanie  | Veritas Stadion, Turku                              |                                                     |
| 30 novembre 2023 17h45 (18h45) | ( Koivisto) Sällström 30e · ( Sällström) Öling 36e · ( Siren) Sällström 41e · Koivisto 72e · ( Öling) Sevenius 84e · ( Siren) Hartikainen 86e | (3 - 0) |           | Spectateurs : 1 342 Arbitrage : Elvira Nurmustafina | Spectateurs : 1 342 Arbitrage : Elvira Nurmustafina |
| 30 novembre 2023 17h45 (18h45) | | Rapport | 27e Bratu | Spectateurs : 1 342 Arbitrage : Elvira Nurmustafina | Spectateurs : 1 342 Arbitrage : Elvira Nurmustafina |

| 1er décembre 2023 | Croatie                                | 2 - 0   | Slovaquie    | Stade Radnik, Velika Gorica                     |                                                 |
| 18h00             | Krajinović 53e · ( Rudelić) Đorđić 60e | (0 - 0) |              | Spectateurs : 347 Arbitrage : Hristiyana Guteva | Spectateurs : 347 Arbitrage : Hristiyana Guteva |
| 18h00             | Lojna 66e · Jelenčić 90+5e             | Rapport | 89e Lemešová | Spectateurs : 347 Arbitrage : Hristiyana Guteva | Spectateurs : 347 Arbitrage : Hristiyana Guteva |

| 6e journée            | Slovaquie                                        | 2 - 2   | Finlande                        | Stade Antona-Malatinského, Trnava             |                                               |
| 5 décembre 2023 19h00 | Lemešová 32e · Mikolajová 61e                    | (1 - 1) | 2e Pikkujämsä · 70e Peuhkurinen | Spectateurs : 274 Arbitrage : Deborah Bianchi | Spectateurs : 274 Arbitrage : Deborah Bianchi |
| 5 décembre 2023 19h00 | Bartovičová 30e · Žemberyová 53e · Maťavková 73e | Rapport |                                 | Spectateurs : 274 Arbitrage : Deborah Bianchi | Spectateurs : 274 Arbitrage : Deborah Bianchi |

| 5 décembre 2023 | Roumanie                                             | 0 - 1   | Croatie                                 | Stade Arcul de Triumf, Bucarest              |                                              |
| 19h00 (20h00)   |                                                      | (0 - 0) | 81e Rudelić                             | Spectateurs : 1 094 Arbitrage : Rasa Grigonė | Spectateurs : 1 094 Arbitrage : Rasa Grigonė |
| 19h00 (20h00)   | Carp 50e · Părăluță 50e · Bistrian 73e · Marcu 90+1e | Rapport | 75e Lojna · 80e Krznarić · 90+3e Dulčić | Spectateurs : 1 094 Arbitrage : Rasa Grigonė | Spectateurs : 1 094 Arbitrage : Rasa Grigonė |

### Groupe 3
| Rang | Équipe  | Pts | J | G | N | P | Bp | Bc | Diff |  | Résultats (▼ dom., ► ext.) |     |     |     |     |
| ---- | ------- | --- | - | - | - | - | -- | -- | ---- |  | -------------------------- | --- | --- | --- | --- |
| 1    | Pologne | 16  | 6 | 5 | 1 | 0 | 11 | 4  | +7   |  | Pologne                    |     | 2-1 | 2-1 | 2-0 |
| 2    | Serbie  | 10  | 6 | 3 | 1 | 2 | 10 | 5  | +5   |  | Serbie                     | 1-1 |     | 0-1 | 4-0 |
| 3    | Ukraine | 6   | 6 | 2 | 0 | 4 | 5  | 7  | -2   |  | Ukraine                    | 0-1 | 1-2 |     | 1-0 |
| 4    | Grèce   | 3   | 6 | 1 | 0 | 5 | 3  | 13 | -10  |  | Grèce                      | 1-3 | 0-2 | 2-1 |     |

| 1re journée             | Ukraine       | 1 - 2   | Serbie                                     | Stade de Starogard Gdański, Starogard Gdański |                                               |
| 22 septembre 2023 15h00 | Ovdiychuk 20e | (1 - 0) | 64e Čanković · 79e Damnjanović (Čanković ) | Spectateurs : 173 Arbitrage : Catarina Campos | Spectateurs : 173 Arbitrage : Catarina Campos |
| 22 septembre 2023 15h00 |               | Rapport | 45+2e Filipović                            | Spectateurs : 173 Arbitrage : Catarina Campos | Spectateurs : 173 Arbitrage : Catarina Campos |

| 22 septembre 2023 | Grèce                        | 1 - 3   | Pologne                                                                     | Stade Georgios Kamaras, Athènes           |                                           |
| 19h00 (20h00)     | ( Sarri) Markou 24e          | (1 - 2) | 1re Pajor (Kamczyk ) · 40e Padilla (Grabowska ) · 84e Pawollek (Grabowska ) | Spectateurs : 262 Arbitrage : Réka Molnar | Spectateurs : 262 Arbitrage : Réka Molnar |
| 19h00 (20h00)     | Pouliou 71e · Kakambouki 81e | Rapport | 29e Zieniewicz · 56e Kamczyk · 68e Grabowska                                | Spectateurs : 262 Arbitrage : Réka Molnar | Spectateurs : 262 Arbitrage : Réka Molnar |

| 2e journée              | Pologne                                                  | 2 - 1   | Ukraine                                    | Stade municipal de Gdynia, Gdynia                   |                                                     |
| 26 septembre 2023 19h30 | ( Grabowska) Pajor 22e · ( Matysik) Pajor 67e            | (1 - 0) | 80e Shmatko (Petryk )                      | Spectateurs : 4 962 Arbitrage : Elvira Nurmustafina | Spectateurs : 4 962 Arbitrage : Elvira Nurmustafina |
| 26 septembre 2023 19h30 | Kamczyk 66e · Wróbel 90+2e · Grec 90+3e · Pawollek 90+5e | Rapport | 15e Pantsulaya · 69e Kravchuk · 90e Petryk | Spectateurs : 4 962 Arbitrage : Elvira Nurmustafina | Spectateurs : 4 962 Arbitrage : Elvira Nurmustafina |

| 26 septembre 2023 | Serbie | 4 - 0   | Grèce | Sportski centar FSS, Stara Pazova                 |                                                   |
| 18h00             | ( Poljak) Ivanović 16e · ( Ivanović) Damnjanović 32e · ( Damnjanović) Ivanović 44e · ( Čanković) Damnjanović 52e | (3 - 0) |       | Spectateurs : 800 Arbitrage : Désirée Grundbacher | Spectateurs : 800 Arbitrage : Désirée Grundbacher |
| 18h00             | Rapport |         |       | Spectateurs : 800 Arbitrage : Désirée Grundbacher | Spectateurs : 800 Arbitrage : Désirée Grundbacher |

| 3e journée                    | Grèce                                                 | 2 - 1   | Ukraine              | Stade Theódoros-Vardinogiánnis, Héraklion      |                                                |
| 27 octobre 2023 16h00 (17h00) | ( Sidira) Markou 36e · ( Georgantzi) Spyridonidou 72e | (1 - 1) | 3e Kalinina (Hiryn ) | Spectateurs : 2 500 Arbitrage : Jana Van Laere | Spectateurs : 2 500 Arbitrage : Jana Van Laere |
| 27 octobre 2023 16h00 (17h00) | Sidira 54e · Markou 63e                               | Rapport |                      | Spectateurs : 2 500 Arbitrage : Jana Van Laere | Spectateurs : 2 500 Arbitrage : Jana Van Laere |

| 27 octobre 2023 | Pologne                                               | 2 - 1   | Serbie          | Stade municipal de Tychy, Tychy                  |                                                  |
| 17h45           | ( Pajor) Frajtović 17e (csc) · ( Grabowska) Pajor 42e | (2 - 0) | 76e Damnjanović | Spectateurs : 3 840 Arbitrage : Zuzana Valentová | Spectateurs : 3 840 Arbitrage : Zuzana Valentová |
| 17h45           | Zieniewicz 38e                                        | Rapport | 7e Damjanović   | Spectateurs : 3 840 Arbitrage : Zuzana Valentová | Spectateurs : 3 840 Arbitrage : Zuzana Valentová |

| 4e journée                    | Ukraine           | 1 - 0   | Grèce          | Stade Theódoros-Vardinogiánnis, Héraklion         |                                                   |
| 31 octobre 2023 16h00 (17h00) | Apanashchenko 32e | (1 - 0) |                | Spectateurs : 2 001 Arbitrage : Veronika Kovarova | Spectateurs : 2 001 Arbitrage : Veronika Kovarova |
| 31 octobre 2023 16h00 (17h00) |                   | Rapport | 90e Georgantzi | Spectateurs : 2 001 Arbitrage : Veronika Kovarova | Spectateurs : 2 001 Arbitrage : Veronika Kovarova |

| 31 octobre 2023 | Serbie                                     | 1 - 1   | Pologne                     | Sportski centar FSS, Stara Pazova           |                                             |
| 19h00           | ( Čanković) Blagojević 52e                 | (0 - 1) | 43e Padilla (Kamczyk )      | Spectateurs : 823 Arbitrage : Galiya Echeva | Spectateurs : 823 Arbitrage : Galiya Echeva |
| 19h00           | Pavlović 40e · Slović 89e · Čanković 90+4e | Rapport | 15e Grec · 90+5e Wiankowska | Spectateurs : 823 Arbitrage : Galiya Echeva | Spectateurs : 823 Arbitrage : Galiya Echeva |

| 5e journée                      | Grèce | 0 - 2   | Serbie                               | Stade Theódoros-Vardinogiánnis, Héraklion    |                                              |
| 1er décembre 2023 16h00 (17h00) |       | (0 - 1) | 45e Mijatović (Poljak ) · 89e Poljak | Spectateurs : 1 050 Arbitrage : Gamze Durmuş | Spectateurs : 1 050 Arbitrage : Gamze Durmuş |
| 1er décembre 2023 16h00 (17h00) |       | Rapport | 90e Čavić                            | Spectateurs : 1 050 Arbitrage : Gamze Durmuş | Spectateurs : 1 050 Arbitrage : Gamze Durmuş |

| 1er décembre 2023 | Ukraine    | 0 - 1   | Pologne       | Stade de Stalowa Wola, Stalowa Wola                 |                                                     |
| 18h00             |            | (0 - 1) | 10e Achcińska | Spectateurs : 1 944 Arbitrage : Ana Maria Terteleac | Spectateurs : 1 944 Arbitrage : Ana Maria Terteleac |
| 18h00             | Semkiv 44e | Rapport |               | Spectateurs : 1 944 Arbitrage : Ana Maria Terteleac | Spectateurs : 1 944 Arbitrage : Ana Maria Terteleac |

| 6e journée            | Pologne                          | 2 - 0   | Grèce      | ArcelorMittalPark, Sosnowiec                    |                                                 |
| 5 décembre 2023 19h00 | Pajor 37e · ( Kamczyk) Kozak 59e | (1 - 0) |            | Spectateurs : 3 694 Arbitrage : Jelena Pejković | Spectateurs : 3 694 Arbitrage : Jelena Pejković |
| 5 décembre 2023 19h00 |                                  | Rapport | 37e Sidira | Spectateurs : 3 694 Arbitrage : Jelena Pejković | Spectateurs : 3 694 Arbitrage : Jelena Pejković |

| 5 décembre 2023 | Serbie                                    | 0 - 1   | Ukraine                                     | Sportski centar FSS, Stara Pazova           |                                             |
| 19h00           |                                           | (0 - 0) | 55e Hiryn                                   | Spectateurs : 500 Arbitrage : Katalin Sipos | Spectateurs : 500 Arbitrage : Katalin Sipos |
| 19h00           | Mijatović 48e · Pavlović 65e · Trišić 89e | Rapport | 44e Hiryn · 45e Basanska · 90+4e Pantsulaya | Spectateurs : 500 Arbitrage : Katalin Sipos | Spectateurs : 500 Arbitrage : Katalin Sipos |

### Groupe 4
| Rang | Équipe             | Pts | J | G | N | P | Bp | Bc | Diff |  | Résultats (▼ dom., ► ext.) |     |     |     |     |
| ---- | ------------------ | --- | - | - | - | - | -- | -- | ---- |  | -------------------------- | --- | --- | --- | --- |
| 1    | Tchéquie           | 13  | 6 | 4 | 1 | 1 | 11 | 4  | +7   |  | Tchéquie                   |     | 2-2 | 4-0 | 2-1 |
| 2    | Bosnie-Herzégovine | 11  | 6 | 3 | 2 | 1 | 8  | 6  | +2   |  | Bosnie-Herzégovine         | 1-0 |     | 1-1 | 1-0 |
| 3    | Slovénie           | 6   | 6 | 1 | 3 | 2 | 4  | 9  | -5   |  | Slovénie                   | 0-2 | 2-1 |     | 0-0 |
| 4    | Biélorussie        | 2   | 6 | 0 | 2 | 4 | 3  | 7  | -4   |  | Biélorussie                | 0-1 | 1-2 | 1-1 |     |

| 1re journée             | Slovénie    | 0 - 2   | Tchéquie                                               | Stade Matija Gubec, Krško                     |                                               |
| 22 septembre 2023 16h00 |             | (0 - 1) | 38e Pochmanová (Sonntagová ) · 86e Cahynová (Khýrová ) | Spectateurs : 233 Arbitrage : Jelena Pejković | Spectateurs : 233 Arbitrage : Jelena Pejković |
| 22 septembre 2023 16h00 | Makovec 37e | Rapport | 29e Veselá · 55e Pěčková · 58e Stašková · 62e Khýrová  | Spectateurs : 233 Arbitrage : Jelena Pejković | Spectateurs : 233 Arbitrage : Jelena Pejković |

| 22 septembre 2023 | Biélorussie             | 1 - 2   | Bosnie-Herzégovine                    | Stade Gyirmóti, Győr                      |                                           |
| 21h00             | ( Pilipenko) Linnik 14e | (1 - 1) | 6e Jelčić (Kapetanović ) · 87e Gavrić | Spectateurs : 0 Arbitrage : Abigail Byrne | Spectateurs : 0 Arbitrage : Abigail Byrne |
| 21h00             |                         | Rapport | 26e Šabanagić · 79e Nikolić           | Spectateurs : 0 Arbitrage : Abigail Byrne | Spectateurs : 0 Arbitrage : Abigail Byrne |

| 2e journée              | Bosnie-Herzégovine                                  | 1 - 1   | Slovénie              | FFBH Football Training Centre, Zenica      |                                            |
| 26 septembre 2023 16h00 | Nikolić 40e                                         | (1 - 0) | 59e Zver (Prašnikar ) | Spectateurs : 598 Arbitrage : Rasa Grigonė | Spectateurs : 598 Arbitrage : Rasa Grigonė |
| 26 septembre 2023 16h00 | Milinković 27e · Slišković 32e, 48e · Šabanagić 73e | Rapport | 74e Kramžar           | Spectateurs : 598 Arbitrage : Rasa Grigonė | Spectateurs : 598 Arbitrage : Rasa Grigonė |

| 26 septembre 2023 | Tchéquie                                           | 2 - 1   | Biélorussie           | Stade Radnik, Velika Gorica              |                                          |
| 17h00             | ( Stašková) Kotrčová 28e · ( Khýrová) Cahynová 33e | (2 - 0) | 55e Valyuk (Kozyupa ) | Spectateurs : 0 Arbitrage : Reelika Turi | Spectateurs : 0 Arbitrage : Reelika Turi |
| 17h00             |                                                    | Rapport | 59e Linnik            | Spectateurs : 0 Arbitrage : Reelika Turi | Spectateurs : 0 Arbitrage : Reelika Turi |

| 3e journée            | Bosnie-Herzégovine                                           | 1 - 0   | Tchéquie     | FFBH Football Training Centre, Zenica              |                                                    |
| 27 octobre 2023 14h30 | ( Ekić) Krajnić 88e                                          | (1 - 0) |              | Spectateurs : 230 Arbitrage : Anastasia Mylopoulou | Spectateurs : 230 Arbitrage : Anastasia Mylopoulou |
| 27 octobre 2023 14h30 | Hadžić 15e · Aleksić 45e · Jelčić 77e, 90+1e · Krajnić 90+6e | Rapport | 71e Stašková | Spectateurs : 230 Arbitrage : Anastasia Mylopoulou | Spectateurs : 230 Arbitrage : Anastasia Mylopoulou |

| 27 octobre 2023 | Biélorussie                              | 1 - 1   | Slovénie                             | Stade Ferenc-Szusza, Budapest                   |                                                 |
| 20h00           | ( Pilipenko) Linnik 31e                  | (0 - 1) | 16e (csc) Kubichnaya                 | Spectateurs : 0 Arbitrage : Elvira Nurmustafina | Spectateurs : 0 Arbitrage : Elvira Nurmustafina |
| 20h00           | Pilipenko 8e · Krasnova 65e · Shuppo 88e | Rapport | 35e Kajzba · 58e Kolbl · 86e Kramžar | Spectateurs : 0 Arbitrage : Elvira Nurmustafina | Spectateurs : 0 Arbitrage : Elvira Nurmustafina |

| 4e journée            | Tchéquie                                          | 2 - 2   | Bosnie-Herzégovine                       | Malšovická aréna, Hradec Králové              |                                               |
| 31 octobre 2023 17h00 | ( Sonntagová) Dubcová 31e · ( Šlajsová) Černá 67e | (1 - 1) | 6e Nikolić (Kršo ) · 51e Nikolić (Ekić ) | Spectateurs : 7 488 Arbitrage : Maria Marotta | Spectateurs : 7 488 Arbitrage : Maria Marotta |
| 31 octobre 2023 17h00 | Cahynová 35e                                      | Rapport | 53e Šabanagić                            | Spectateurs : 7 488 Arbitrage : Maria Marotta | Spectateurs : 7 488 Arbitrage : Maria Marotta |

| 31 octobre 2023 | Slovénie  | 0 - 0   | Biélorussie                                                   | Stade Fazanerija City, Murska Sobota       |                                            |
| 17h30           |           |         |                                                               | Spectateurs : 342 Arbitrage : Kirsty Dowle | Spectateurs : 342 Arbitrage : Kirsty Dowle |
| 17h30           | Janež 64e | Rapport | 24e, 81e Pilipenko · 28e Alkhovik · 62e Shuppo · 64e Novikava | Spectateurs : 342 Arbitrage : Kirsty Dowle | Spectateurs : 342 Arbitrage : Kirsty Dowle |

| 5e journée              | Slovénie                                  | 2 - 1   | Bosnie-Herzégovine     | Stade Bonifika, Koper                            |                                                  |
| 1er décembre 2023 18h00 | ( Zver) Kuštrin 74e · ( Zver) Makovec 77e | (0 - 1) | 19e Jelčić (Ekić )     | Spectateurs : 488 Arbitrage : Lizzy van der Helm | Spectateurs : 488 Arbitrage : Lizzy van der Helm |
| 1er décembre 2023 18h00 | Prašnikar 22e                             | Rapport | 23e Kršo · 63e Nikolić | Spectateurs : 488 Arbitrage : Lizzy van der Helm | Spectateurs : 488 Arbitrage : Lizzy van der Helm |

| 1er décembre 2023 | Biélorussie    | 0 - 1   | Tchéquie           | Stade Gyirmóti, Győr                          |                                               |
| 19h00             |                | (0 - 1) | 45e (pen.) Dubcová | Spectateurs : 0 Arbitrage : Jelena Medjedovic | Spectateurs : 0 Arbitrage : Jelena Medjedovic |
| 19h00             | Slesarchik 69e | Rapport |                    | Spectateurs : 0 Arbitrage : Jelena Medjedovic | Spectateurs : 0 Arbitrage : Jelena Medjedovic |

| 6e journée            | Tchéquie                                                                                   | 4 - 0   | Slovénie | CFIG Arena, Pardubice                          |                                                |
| 5 décembre 2023 19h00 | ( Khýrová) Dubcová 12e · ( Pochmanová) Černá 30e · ( Bartoňová) Stašková 59e · Khýrová 69e | (2 - 0) |          | Spectateurs : 1 001 Arbitrage : Emanuela Rusta | Spectateurs : 1 001 Arbitrage : Emanuela Rusta |
| 5 décembre 2023 19h00 | Krejčiříková 21e · Pochmanová 38e · Khýrová 63e                                            | Rapport | 83e Čonč | Spectateurs : 1 001 Arbitrage : Emanuela Rusta | Spectateurs : 1 001 Arbitrage : Emanuela Rusta |

| 5 décembre 2023 | Bosnie-Herzégovine   | 1 - 0   | Biélorussie                        | Stade Bilino-Polje, Zenica                 |                                            |
| 19h00           | ( Kršo) Gačanica 17e | (1 - 0) |                                    | Spectateurs : 423 Arbitrage : Deborah Anex | Spectateurs : 423 Arbitrage : Deborah Anex |
| 19h00           |                      | Rapport | 60e Slesarchik · 90+4e Voskobovich | Spectateurs : 423 Arbitrage : Deborah Anex | Spectateurs : 423 Arbitrage : Deborah Anex |

### Relégation directe
Les équipes en troisième position dans chaque groupe de la Ligue B sont classées de la position 1 à la position 4 sur la base du classement général de la Ligue des nations.
L’équipe classée en position 4 (32e) sera reléguée directement en Ligue C, tandis que les trois autres équipes disputeront les barrages de relégation.
| Rang | Équipe                     | Pts | J | G | N | P | Bp | Bc | Diff |
| ---- | -------------------------- | --- | - | - | - | - | -- | -- | ---- |
| 29   | Slovaquie (Groupe 2)       | 8   | 6 | 2 | 2 | 2 | 7  | 8  | -1   |
| 30   | Irlande du Nord (Groupe 1) | 7   | 6 | 2 | 1 | 3 | 9  | 13 | -4   |
| 31   | Ukraine (Groupe 3)         | 6   | 6 | 2 | 0 | 4 | 5  | 7  | -2   |
| 32   | Slovénie (Groupe 4)        | 6   | 6 | 1 | 3 | 2 | 4  | 9  | -5   |

## Classement général
Légende des classements
- Promotion en Ligue A
- Barrages de promotion
- Barrages de relégation
- Relégation en Ligue C

| Ligue B | Ligue B              | Ligue B                         | Ligue B | Ligue B | Ligue B | Ligue B | Ligue B | Ligue B | Ligue B | Ligue B | Ligue B |
| Rang    | Nation               | Parcours                        | Gr.     | MJ      | G       | N       | P       | Pts     | Bp      | Bc      | Diff    |
| ------- | -------------------- | ------------------------------- | ------- | ------- | ------- | ------- | ------- | ------- | ------- | ------- | ------- |
| 17e     | République d'Irlande | Meilleur premier de groupe      | 1       | 6       | 6       | 0       | 0       | 18      | 20      | 2       | +18     |
| 18e     | Finlande             | 2e meilleur premier de groupe   | 2       | 6       | 5       | 1       | 0       | 16      | 18      | 2       | +16     |
| 19e     | Pologne              | 3e meilleur premier de groupe   | 3       | 6       | 5       | 1       | 0       | 16      | 11      | 4       | +7      |
| 20e     | Tchéquie             | 4e meilleur premier de groupe   | 4       | 6       | 4       | 1       | 1       | 13      | 11      | 4       | +7      |
|         |                      |                                 |         |         |         |         |         |         |         |         |         |
| 21e     | Bosnie-Herzégovine   | Meilleur deuxième de groupe     | 4       | 6       | 3       | 2       | 1       | 11      | 8       | 6       | +2      |
| 22e     | Serbie               | 2e meilleur deuxième de groupe  | 3       | 6       | 3       | 1       | 2       | 10      | 10      | 5       | +5      |
| 23e     | Croatie              | 3e meilleur deuxième de groupe  | 2       | 6       | 3       | 0       | 3       | 9       | 5       | 10      | -5      |
| 24e     | Hongrie              | 4e meilleur deuxième de groupe  | 1       | 6       | 2       | 2       | 2       | 8       | 11      | 9       | +2      |
|         |                      |                                 |         |         |         |         |         |         |         |         |         |
| 25e     | Slovaquie            | Meilleur troisième de groupe    | 2       | 6       | 2       | 2       | 2       | 8       | 7       | 8       | -1      |
| 26e     | Irlande du Nord      | 2e meilleur troisième de groupe | 1       | 6       | 2       | 1       | 3       | 7       | 9       | 13      | -4      |
| 27e     | Ukraine              | 3e meilleur troisième de groupe | 3       | 6       | 2       | 0       | 4       | 6       | 5       | 7       | -2      |
| 28e     | Slovénie             | 4e meilleur troisième de groupe | 4       | 6       | 1       | 3       | 2       | 6       | 4       | 9       | -5      |
|         |                      |                                 |         |         |         |         |         |         |         |         |         |
| 29e     | Grèce                | Meilleur quatrième de groupe    | 3       | 6       | 1       | 0       | 5       | 3       | 3       | 13      | -10     |
| 30e     | Biélorussie          | 2e meilleur quatrième de groupe | 4       | 6       | 0       | 2       | 4       | 2       | 3       | 7       | -4      |
| 31e     | Roumanie             | 3e meilleur quatrième de groupe | 2       | 6       | 0       | 1       | 5       | 1       | 1       | 11      | -10     |
| 32e     | Albanie              | 4e meilleur quatrième de groupe | 1       | 6       | 0       | 1       | 5       | 1       | 2       | 18      | -16     |